# Hjørnehorna
Hjørnehorna är en bergstopp i Antarktis. Den ligger i Östantarktis. Norge gör anspråk på området. Toppen på Hjørnehorna är 2 223 meter över havet, eller 629 meter över den omgivande terrängen. Bredden vid basen är 9,6 km.
Terrängen runt Hjørnehorna är varierad. Trakten är obefolkad. Det finns inga samhällen i närheten. 